# Romaleosaure
Rhomaleosaurus és un gènere de sauròpsids (rèptils) de l'ordre dels plesiosaures que pertany a la superfamília dels pliosaures. Feia uns set metres de longitud i visqué al període Juràssic.